# Abu Ahmmad al-Kuwaiti
Abu Ahmad al-Kuwaiti (Kuwait, 1978-Abbottabad, 2 de mayo de 2011), también conocido como Sheikh Abu Ahmed, Arshad Khan y Mohammed Arshad, fue un terrorista pakistaní nacido en Kuwait y mensajero de Osama bin Laden.
Era uno de los pocos hombres en los que bin Laden confiaba completamente y se decía que era su «mensajero favorito y mano derecha». Vivió con bin Laden durante varios años y fue asesinado junto con él por el Grupo de Desarrollo de Guerra Especial Naval de los Estados Unidos el 2 de mayo de 2011.

## Biografía
Arshad Khan nació alrededor de 1978 en Kuwait. Se dice que el nombre de su padre es Naqab Khan.  Al-Kuwaiti era un pastún que nació y creció en Kuwait y hablaba pastún (con un acento urbano y cultivado) y árabe.  Era un protegido de Khalid Sheikh Mohammed y, según los informes, había dado entrenamiento informático en Karachi a los perpetradores de los ataques del 11 de septiembre contra el World Trade Center y el Pentágono.  Estuvo implicado en los ataques y fue contactado después por el militante indonesio Riduan Isamuddin. Al-Kuwaiti proporcionó un refugio seguro a Isamuddin y a varios de sus colaboradores cercanos en su casa en un tranquilo barrio residencial de Karachi.
Documentos de la Bahía de Guantánamo fechados el 16 de enero de 2008 revelaron que Mohamedou Ould Salahi había afirmado que Abu Ahmed al-Kuwaiti había sido herido mientras huía de Tora Bora después de la batalla de Tora Bora en diciembre de 2001 y que había muerto más tarde a causa de las heridas en el brazo.  El documento afirmaba que era un agente de al-Qaeda de nivel medio que facilitaba el movimiento y el refugio seguro de miembros de alto rango de al-Qaeda y sus familias. Como hablante de árabe y pastún, podía comunicarse y moverse fácilmente entre los miembros árabes de al-Qaeda y los miembros de las tribus pastunes de Pakistán.

## Búsqueda
Utilizando fotos satelitales e informes de inteligencia, la CIA trató de identificar a los habitantes del complejo fortificado en Abbottabad. En septiembre de 2010, la CIA concluyó que el complejo fue "construido a medida para ocultar a alguien de importancia" y que era muy probable que Osama bin Laden residiera allí.  Se decía que era uno de los dos hombres altos y barbudos de piel clara que afirmaban ser de etnia pastún y eran conocidos en la comunidad por vivir en la casa y ocasionalmente asistían a los funerales locales.
Se llamaba localmente Arshad Khan, y su hermano (o primo, como pensaban algunos vecinos) se llamaba Tareq Khan. Afirmaron ser de un pueblo cercano a la ciudad de Charsadda. Algunas personas creyeron que era de Shangla (área de Khakhtagatta), seguido por el reportero local del New York Times Sanaul Haq, mientras seguía el origen del hombre asesinado en la redada junto con Bin Laden, es decir, Arshad Khan. Charsadda se encuentra a unos 180 kilómetros al oeste, mientras que Shangla está situada en el lado norte, a 190 kilómetros de Abbottabad, en la provincia paquistaní de Jaiber Pastunjuá (antiguo nombre de la Provincia Fronteriza Noroccidental). Algunos lugareños pensaron que los hermanos Khan habían obtenido su riqueza de un hotel familiar en Dubái. Al-Kuwaiti también afirmó que, debido a su ocupación como cambista, necesitaba muros altos para mantener alejados a los enemigos que había encontrado en su profesión. Fue descrito como "un hombre amistoso de las áreas tribales".

## Muerte
Al-Kuwaiti, junto con Bin Laden, fue asesinado durante la incursión en el complejo por un equipo del Grupo de Desarrollo de Guerra Especial Naval de los Estados Unidos el 2 de mayo de 2011. Según el libro de 2012 No Easy Day, del suboficial Matt Bissonnette (bajo el seudónimo de Mark Owen), al-Kuwaiti fue asesinado a tiros por Bissonnette y el suboficial de 1ª clase Will Chesney (este último era el adiestrador de Cairo, un pastor belga y perro de trabajo militar estadounidense). que también participó en la redada) durante un breve tiroteo en la casa de huéspedes del complejo. Bissonnette resultó levemente herido con fragmentos de bala en el hombro izquierdo, mientras que la esposa de al-Kuwaiti, Mariam, recibió un disparo y resultó herida en el hombro derecho en el fuego cruzado.